# ثقت الاسلام (اسامی افراد)
برای اطلاع از لقب دینی وریشه لغوی آن، به صفحه ثقت الاسلام مراجعه گردد.

لغت ثقت الاسلام [به زبان انگلیسی: Seghatoleslam] [به زبان عربی: ثقة الاسلام] از دو کلمه عربی گرفته شده‌است: ثقه به معنای فرد امین و مورد اعتماد، و اسلام که اشاره به دین اسلام دارد. از این رو می‌توان این لغت را، فرد مورد اعتماد اسلام، ترجمه کرد. 

## ثقت الاسلام به عنوان نام خانوادگی
- سید زین العابدین ثقت الاسلام (معروف به  سیدعلی ثقت الاسلام ارسنجانی) (۱۳۰۲-۱۳۷۹ هجری شمسی)، روحانی شیعه و فقیه اسلامی

- سید محی الدین ثقت الاسلام (متولد ۱۳۳۹ هجری شمسی)، معمار و شهرساز

- سید عبدالله ثقت الاسلام (۱۲۴۷-۱۳۴۱ هجری شمسی) ، روحانی شیعه دوازده امامی

- طاهره ثقت الاسلام (متولد ۱۳۳۶ هجری شمسی)، پژوهشگر و پروفسور در دانشگاه مالایا

- عاطفه ثقت الاسلام (متولد ۱۳۴۸ هجری شمسی)، پژوهشگر و پروفسور در دانشگاه شیراز

- معصومه ثقت الاسلام، پژوهشگر

## ثقت الاسلام به عنوان لقب دینی
- ابوجعفر محمد بن علی بن حسین بن موسی بن بابویه قمی معروف به ثقت الاسلام شیخ صدوق (۳۰۲-۳۷۰ هجری شمسی) عالم علم حدیث

- شیخ محمدعلی اصفهانی معروف به ثقت الاسلام اصفهانی (۱۲۳۳-۱۲۷۹ هجری شمسی)، روحانی شیعه

- محمد بن فضل الله ساروی، معروف به ثقت الاسلام ساروی، (متوفی ۱۳۰۳ هجری شمسی)، محقق و شاعر اسلامی

- محمد بن یعقوب کلینی، معروف به ثقت الاسلام کلینی (۲۴۳-۳۲۰ هجری شمسی)، گردآورنده احادیث شیعه

- میرزا علی آقا تبریزی معروف به ثقت الاسلام تبریزی (۱۲۳۹-۱۲۹۰ هجری شمسی) ، روحانی ملی‌گرای ایرانی